# Christoph Schaffrath
Christoph Schaffrath, född 1709 i Hohnstein, död den 17 februari 1763 i Berlin, var en tysk kompositör, cembalist och musikteoretiker.
Schaffrath var förmodligen anställd i August II:s hovkapell i Warszawa, men har inte haft någon officiell tjänst, då hans namn inte har återfunnits i några lönelistor. År 1733 sökte han tjänst som kyrkoorganist i Dresden, men förlorade den till Wilhelm Friedemann Bach. Från och med mars 1734 var han anställd som cembalist och kammarmusiker i det preussiska hovkapellet hos Fredrik den store, förmodligen genom sina kontakter med Franz Benda och den av Fredrik högt aktade flöjtvirtuosen Johann Joachim Quantz. Hovkapellet vid den här tiden bestod av 40 musiker, däribland Franz Benda, Carl Philipp Emanuel Bach, Johann Gottlieb Graun, Carl Heinrich Graun och Johann Gottlieb Janitsch. Från och med 1740-1741 delade han tjänsten med C.P.E. Bach och alternerade mellan slotten i Berlin och Potsdam. År 1744 tog han tjänst som kammarmusiker hos Fredriks syster Anna Amalia. Han var troligen också anställd för att arrangera prinsessans stora musikbibliotek, vilken innehöll över 600 volymer. Han dedicerade sitt Opus 1 tryckt i Nürnberg 1746 till prinsessan. Under denna tid komponerade han mycket för olika musikaliska föreningar och sammanslutningar för musikälskande medborgare och adelsmän i Berlin. På sidan om arbetade Schaffrath även som musiklärare. Bland hans mest kända elever fanns kastratsångaren Felice Salimbeni, violinisten August Kohn och flöjtisten Friedrich Wilhelm Riedt. Schaffrath var en av de viktigaste företrädarna för Berlinskolan.Hans fantasifulla och melodiösa barock kontrapunkt i den galanta stilen blandad med den nordtyska empfindsamer stil var mycket populär i de berlinska salongerna. Friedrich Wilhelm Marpurg kallade Schaffrath "världens mest avundsvärda och populära kompositör".

## Verk
- Cirka 20 ouvertyrer och symfonier för stråkar och generalbas
- 70 cembalokonserter
- 3 konserter för två cembali
- 3 violinkonserter
- 1 flöjtkonsert
- 1 oboekonsert
- Ett flertal förlorade konserter för flöjt, oboe, fagott och viola da gamba.
- 1 kvintett (förlorad)
- Ett antal kvartetter
- 30 trios
- 40 solosonater för olika instrument
- 40 sonater och småstycken för cembalo